# Petershöhle bei Hartenstein
Die Petershöhle befindet sich am Nordosthang des Kreitsberges etwa einen Kilometer nördlich von Hartenstein (Mittelfranken) entfernt. Die Petershöhle war gelistet im Geotopkataster Bayern unter der Nummer 574H004. Im Höhlenkataster Fränkische Alb (HFA) ist die Petershöhle als A 22 registriert.

## Beschreibung
Die Höhle hat eine Gesamtganglänge von rund 70 Metern und bildet ein großes und verzweigtes Etagensystem aus miteinander verbundenen Hallen. Die Größe des Eingangs beträgt etwa 8 × 5 Meter, der von hohen Felswänden umgebene Vorplatz der Höhle wurde durch Sprengungen verebnet. Im Anschluss an den Eingang befindet sich die etwa 15 Meter lange Haupthöhle, diese Halle war vor der Entdeckung mit einer drei Meter mächtigen Sedimentlage verfüllt. In südlicher Richtung führt ein acht Meter langer und schräg nach oben führender Gang, mit einer kleinen Halle, der Südkammer, in die etwas höhergelegenen sogenannten Neuen Räume. Diese Halle misst etwa 10 Meter in der Breite und 15 Meter in der Länge, sie erreicht bis zu 8 Meter Höhe. Entdeckt und erschlossen wurde sie durch die Grabungen von Konrad Hörmann. In dieser Halle zweigt nordwestlich ein Gang nach oben zur Aufstiegskammer ab, welche nach zehn Metern und durch einen engen Schluf führend in die obere Etage der Osthalle führt.
Es sind noch vereinzelt Sintergruppen, Mondmilch und Deckenkolke vorhanden. Erwähnenswerte Tropfsteine befinden sich nicht mehr in der Höhle. Die Höhle hat für die naturwissenschaftliche Forschung große Bedeutung.

## Geschichte

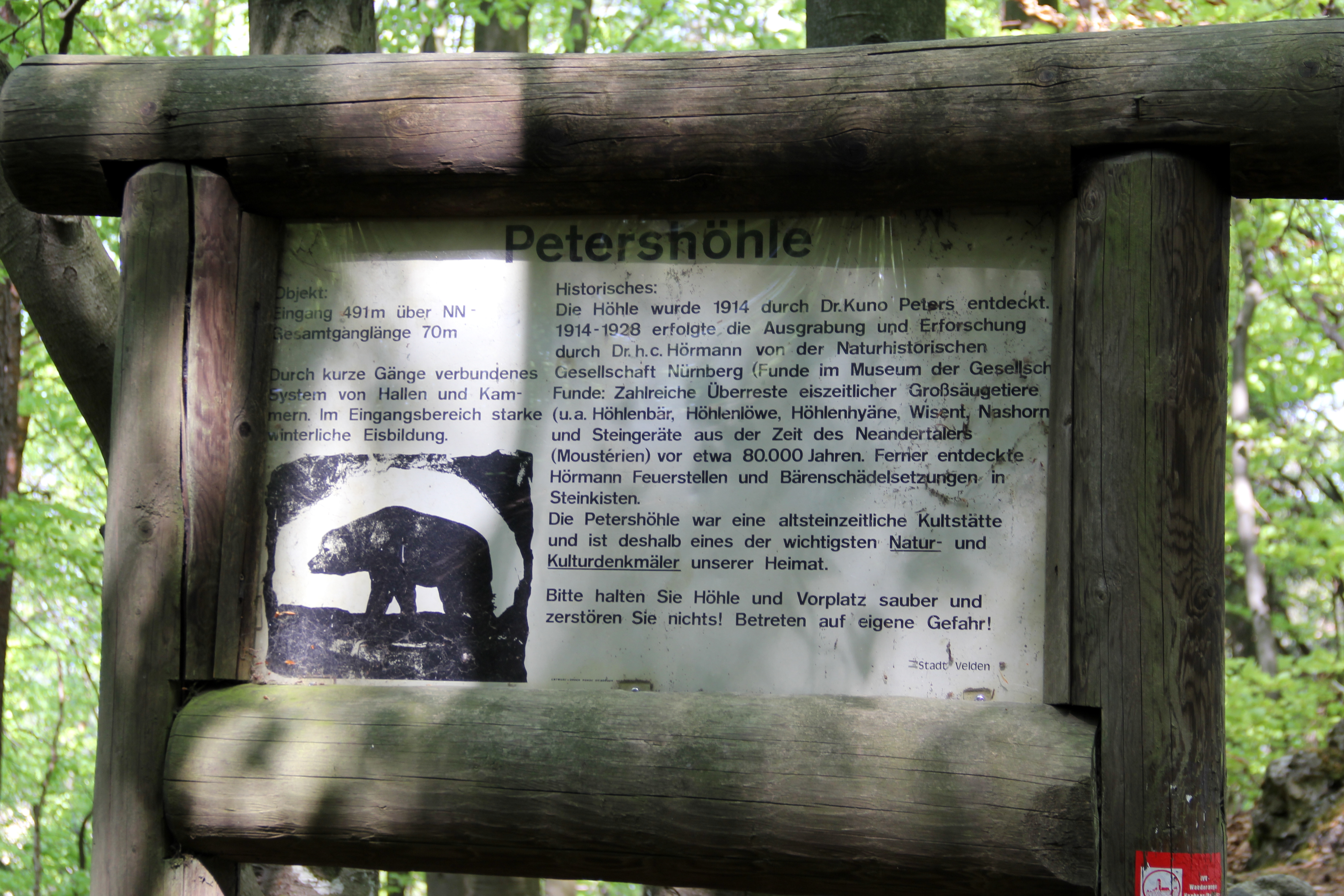
Infotafel

Die Petershöhle ist kulturgeschichtlich wahrscheinlich die interessanteste Höhle der Fränkischen Alb. Früher wurde sie auch „Höhle in der Viehtrift“ genannt, ihren heutigen Namen erhielt die Höhle von ihrem Entdecker Kuno Peters. Er und sein Sohn betraten im Juli 1914 die Höhle und fanden gleich beim ersten Besuch ein fast vollständig erhaltenes Skelett eines Höhlenbären. Vor der Ausgrabung war die Höhle nur ein unscheinbares halbrundes Loch mit einem Felsdach.
Vom 1. bis zum 10. Oktober 1914, im Jahr 1916 und nochmals 1919 bis 1928 wurde die Höhle durch die Naturhistorische Gesellschaft Nürnberg unter Leitung von Konrad Hörmann erforscht. Bei den Grabungen wurden weitere Höhlenräume mit reichen Knochenlagern gefunden. Dabei fand man heraus, dass in der Höhle schon vor etwa 90.000 Jahren Menschen gehaust haben. Die Reste von mindestens 2000 Höhlenbären wurden gefunden, aber auch die Spuren von Höhlenlöwen, Wollhaarigen Nashörnern, Wölfen, Hyänen, Urrindern und anderen Tieren. Außerdem gelang es, die Anwesenheit des Neandertalers durch den Fund primitiver Steinwerkzeuge zu dokumentieren. Zur Zeit der Neandertaler wurde die Höhle offenbar als Kultstätte genutzt. Erneute Forschungen im Jahre 1935 entdeckten eine weitere, höher gelegene Höhlenetage. Die Funde sind im Museum der Naturhistorischen Gesellschaft Nürnberg ausgestellt, ein Großteil wurde jedoch 1945 bei einem Bombenangriff zerstört.
Heute ist die Höhle ein beliebter Freizeitort und Zielpunkt von Wanderungen durch die Hartensteiner Oberberge.

## Zugang
Die Petershöhle ist ganzjährig frei zugänglich, sollte aber zwischen dem 1. Oktober und dem 30. April zum Schutz der Fledermäuse nicht betreten werden.
Wer die Höhle komplett befahren will, sollte etwas Höhlenerfahrung und entsprechende Ausrüstung besitzen.
Über einen mit einem blauen Punkt auf weißem Grund gekennzeichneten Wanderweg ist sie von Hartenstein aus erreichbar.